# Vanda lamellata
Vanda lamellata Lindl., 1838 è una pianta della famiglia delle Orchidacee, originaria dell'Asia Orientale.

## Descrizione
È un'orchidea di medie dimensioni, epifita e solo occasionalmente litofita, che cresce in ambiente caldo e luminoso. Presenta un fusto corto, a crescita monopodiale, completamente avvolto dalle guaine fogliari che si presentano molto embricate, con foglie strette, ricurve, coriacee, obliquamente bidentate all'apice. La fioritura avviene in primavera  su un'infiorescenza ascellare eretta, lunga più delle foglie (fino a 45 cm), racemosa o più raramente paniculata, portante fino a 25 fiori. Questi sono grandi mediamente 4 cm, profumati, di lunga durata, di consistenza cerosa, con petali e sepali con margine ondulato, di colore giallo verdognolo screziato di rosso scuro e con il labello di colore variabile dallo stesso giallo verdognolo dei petali al bianco roseo, screziato di rosso.

## Distribuzione e habitat
La specie è originaria dell'Asia orientale e precisamente delle Isole Ryukyu, di Taiwan, del Borneo, delle Filippine e delle Isole Marianne.
Cresce epifita su rami di alberi e occasionalmente litofita su ripide rocce, dal mare fino a 300 metri di altitudine.

## Coltivazione
Questa pianta richiede posizione piuttosto luminosa, nonché temperature calde e acqua nel periodo della fioritura. Nel periodo di riposo è preferibile ridurre temperature e sospendere le irrigazioni.